# Trent Edwards
Trent Edwards (født 30. oktober 1983 i Los Gatos, Californien, USA) er en amerikansk footballspiller, der spiller i NFL som quarterback for Oakland Raiders, hvor han har spillet siden 2014. Han var spillet i NFL siden 2007.
Efter sin første sæson i NFL blev Edwards udvalgt til det såkalde "Rookie All Star" hold, der markerer de bedste førsteårsspillere i ligaen.

## Klubber
- Buffalo Bills (2007–2010)
- Jacksonville Jaguars (2010)
- Philadelphia Eagles (2012)
- Oakland Raiders (2014–)